# Anders Hansen
Anders Hansen (Sønderborg, 16 september 1970) is een golfprofessional uit Denemarken.

## Amateur
Hansen speelde van 1992 - 1994 in de nationale selectie en studeerde aan de Universiteit van Houston.

### Teams
- Eisenhower Trophy: 1994

## Professional
Hansen werd in 1995 professional. Hij speelde de eerste jaren alleen op de Challenge Tour, maar sinds 2000 zit hij ieder jaar bij de top-60 van de Europese Tour. 
In 2002 en 2007 won Hansen het Brits PGA Kampioenschap op Wentworth, waar het prijzengeld in de tussenliggende vijf jaren gestegen was van € 528.000 naar € 725.000. 
In 2007 heeft hij ook in de Verenigde Staten gespeeld, maar met een 139ste plaats op de ranglijst verloor zijn kaart aan het einde van het seizoen.

### Gewonnen

#### Europese Tour
- 2002: Volvo PGA Kampioenschap
- 2007: BMW PGA Kampioenschap, play-off gewonnen van Justin Rose
- 2009: Joburg Open (telt ook voor de Sunshine Tour)

#### Sunshine Tour
- 2009: Joburg Open (telt ook voor de Europese Tour)
- 2009: Vodacom Kampioenschap

### Teams
- World Cup: 1999. 2002, 2003, 2004, 2005, 2007, 2008, 2009
- Seve Trophy: 2009